# Duvin
Duvin (tyska) eller Duin (rätoromanska) är en ort och tidigare kommun i regionen Surselva i kantonen Graubünden, Schweiz. Kommunen blev 2014 en del av storkommunen Ilanz/Glion. Den tyska namnformen används för det mesta även i rätoromansk skrift, och var det officiellt namnet.